# Dégagnac
Dégagnac é uma comuna francesa na região administrativa de Occitânia, no departamento de Lot. Estende-se por uma área de 37,9 km². Em 2010 a comuna tinha 679 habitantes (densidade: 17,9 hab./km²).